# Václav Wagner
Václav Wagner (7. listopadu 1893, Cimpulung, Bukovina – 21. března 1962, Praha) byl historik umění, klasický archeolog a památkář.

## Život
Narodil se jako jediný potomek v rodině c. a k. finančního komisaře v Rumunsku. Po otcově smrti roku 1898 bydlel s matkou v rodném městě rodičů Pacově, kde absolvoval základní školu. Po absolutoriu klasického gymnasia v Táboře se roku 1912 s matkou Zdenkou Wagnerovou, rozenou Fišerovou (*1866) odstěhoval do Prahy na Královské Vinohrady. Po matčině smrti bydlel na Malé Straně ve Vlašské ulici č.2.
Václav Wagner v letech 1912-1917 studoval dějiny umění a klasickou archeologii na Filosofické fakultě Univerzity Karlovy (prof. Karel Chytil, Hynek Vysoký) a ukončil studium rigorózní zkouškou.
V letech 1917-1919 byl kurátorem Waldesova muzea na Královských Vinohradech. Po roční praxi v Archeologickém ústavu UK nastoupil jako praktikant do Státního památkového úřadu v Praze a setrval zde až do roku 1949. Za druhé světové války a potom v letech 1945-49 tento ústav řídil. Během války zachránil množství nacisty zabavených památek (zejména zvony a kovolitecké práce) tak, že je nechal zakopat na pražském ostrově Maniny, drobné artefakty uchovával doma a po válce některé předal do Uměleckoprůmyslového muzea v Praze.
V letech 1921-1939 a 1945-1949 byl lektorem památkové péče v Ústavu pro dějiny umění FF UK v Praze. Od roku 1926 spolupracoval s Archeologickou komisí při České akademii věd a umění v Praze. Byl aktivním členem Klubu Za starou Prahu, členem UB a předsedou jejího výtvarného odboru. Byl členem Kruhu pro pěstování dějin umění. V době války úředně nutně musel spolupracovat s protektorátním přednostou památkové péče Kristianem Turnwaldem a prof. Karlem Friedrichem Kühnem, který vedl soupis a evakuaci památek. Na druhé straně se přátelsky stýkal s lidmi nacismem postiženými, například s baronkou Sidonií Nádhernou, nebo s malířem Jaroslavem Dědinou, po válce také s francouzským a americkým velvyslancem v Praze.
V roce 1948 byl v konkurenčním sporu kolegou Cyrilem Merhoutem nařčen z kolaborace a písemně udán Státní bezpečnosti. V roce 1949 byl zatčen, ve vykonstruovaném politickém procesu byl odsouzen za kolaboraci a homosexualitu. Byl vězněn na Mírově a v Leopoldově. Po propuštění strávil zbytek života v pražském domově pro zrakově postižené Horní Palata, odkud se jen občas dostal ke schůzkám s přáteli v kavárně Slavie. Zemřel 21. března 1962 a byl pochován v rodinné hrobce v Pacově.

### Ocenění
- 2000 Státní cena ministra kultury za památkovou péči in memoriam

## Dílo
Jako historik umění se zabýval především českým barokem, ale nejvýznamnější je jeho teoretický přínos ke komplexní ochraně uměleckých památek, od restaurování a rekonstrukce architektury až po urbanismus v historickém prostředí. V letech 1940–46 publikoval sérii statí v nichž prosazoval nové syntetické metody v kontrastu k dosavadní analyticko-konzervační péči, kterou prosazoval Rieglův žák Zdeněk Wirth.
Jím prosazovaný strukturalismus a holismus v památkové péči znamenal, že celek je třeba nadřazovat jednotlivostem a je třeba zachovat tvarovou strukturu a estetickou kvalitu celku historického jádra města. Ve svém důsledku tento přístup ovšem znamenal restituci původního vzhledu památky i za cenu rekonstrukcí a doplňků chybějících částí.
Wagner navazoval na Maxe Dvořáka respektem k estetické kvalitě prostředí a požadavkem na dominantní uplatnění historické architektury v nové výstavbě. Hlásil se k představitelům i teorii nově vzniklé restaurátorské školy (Vincenc Kramář, Bohuslav Slánský), k V. V. Štechovi a ke strukturalismu Jana Mukařovského.
Wagner zpracoval monografie některých zachovaných městských celků (Tábor 1924, Pardubice 1943, Soběslav 1946, Klatovy 1948) a odmítal vše, co narušovalo celkový účinek historického prostředí města. Zejména novostavby neměly poutat pozornost. Proto odmítal začleňování funkcionalistických staveb do historických objektů - např. Janákovu přístavbu Černínského paláce. . Jeho pokračovatelem v koncepci památkové ochrany města a objektů byl Dobroslav Líbal.
V roce 2000 byla Václavu Wagnerovi posmrtně udělena prestižní Cena profesora dějin umění Maxe Dvořáka.